# أحمد براك
أحمد براك (وُلد في 17 يناير 1970 في مصر - ) قانوني ومحاضر فلسطيني، كان نائبًا عامًا لدولة فلسطين بين عامي 2016 و2019، ورئيسًا لهيئة مكافحة الفساد الفلسطينية بين عامي 2019 و2021. 

## النشأة والتحصيل العلمي
وُلد أحمد محمد براك محمد في جمهورية مصر في 17 يناير 1970، حيث تلقى تعليمه المدرسي هناك، وحصل على شهادة الثانوية العامة من مدرسة حي المعادي الثانوية في القاهرة. ألتحق أحمد برّاك بجامعة القاهرة، ودرس فيها الحقوق حتى حصل منها عام 1992 على شهادة البكالوريوس، عاد إلى الجامعة، حيث أكمل في الدراسات العليا ليحصل منها عام 2004 على شهادة الماجستير في القانون العام، وفي عام 2009 على شهادة الدكتوراه في القانون الجنائي.

## الحياة العملية
بدأ أحمد براك حياته بالعمل كمحام مزاول في مصر في الفترة 1992-1994، وعمل محاضرًا في جامعة النجاح الوطنية، وجامعة فلسطين الأهلية، وجامعة بيرزيت، والكلية العصرية والمعهد القضائي الفلسطيني واستمر حتى عام 2008.
كان بين عامي 1994 و2000 مدعٍ عام عسكري لمحافظات شمال الضفة الغربية، وبين عامي 2000 و2010 شغل منصب رئيس النيابة العامة المدنية في عدة مواقع في الضفة الغربية في محافظات نابلس (2000–2002)، وسلفيت وقلقيلية (2002–2006)، وأريحا (2008)، بيت لحم (2008–2009)، وكان آخرها رام الله والبيرة (2010).

في 25 ديسمبر 2012، عُين براك مساعدًا للنائب العام لدولة فلسطين. في يناير 2016، صدر مرسوم رئاسي بتعيينه قائمًا بأعمال النائب العام لدولة فلسطين. في 15 يناير 2019، أصدرت محكمة العدل العليا الفلسطينية قرارًا مؤقتًا بوقف قرار تعيين براك نائبًا عامًا لدولة فلسطين.
في عام 2018 ترأس الجمعية الفلسطينية للعلوم الجنائية.
في 13 مايو 2019، عُين براك رئيسًا لهيئة مكافحة الفساد الفلسطينية. واستمر حتى استقالته في 6 يناير 2021.